# Lucky Thompson
Lucky Thompson (16. června 1924 Columbia, Jižní Karolína, USA – 30. července 2005 Seattle, Washington, USA) byl americký jazzový saxofonista. V roce 1942 se stal členem kapely trumpetisty Erskine Hawkinse a později hrál v několika orchestrech, například u Lionela Hamptona a Billyho Eckstinea. Později se usadil v Evropě – nejprve v Paříži v letech 1957–1962, poté se na čas vrátil do New Yorku a v letech 1968–1972 žil v Lausanne ve Švýcarsku. Předtím než se hudbě přestal úplně věnovat, učil v letech 1973–1974 na Dartmouth College. Ke konci svého života žil v Seattlu, kde v roce 2005 zemřel.